# 富山村 (高知県)
富山村（とみやまむら）は高知県幡多郡にあった村。現在の四万十市の北東端にあたる。本項では発足時の名称である山中村（やまなかむら）についても述べる。

## 地理
- 山岳：仏が森、百塔、前が森、古尾峰、松が塔、白石、方が森、不動山、堂が森
- 河川：後川、片魚川、竹屋敷川

## 歴史
- 1889年（明治22年）4月1日 - 町村制の施行により、大用村・住次郎村・片魚村・大屋敷村・常六村・三ツ又村・小西川村・大西川村・竹屋敷村・古尾村の区域をもって山中村が発足。
- 1915年（大正4年）4月1日 - 山中村が改称して富山村となる。
- 1954年（昭和29年）3月31日 - 中村町・下田町・東山村・蕨岡村・後川村・八束村・具同村・東中筋村・大川筋村・中筋村と合併して中村市が発足。同日富山村廃止。